# Tricholoma arvernense

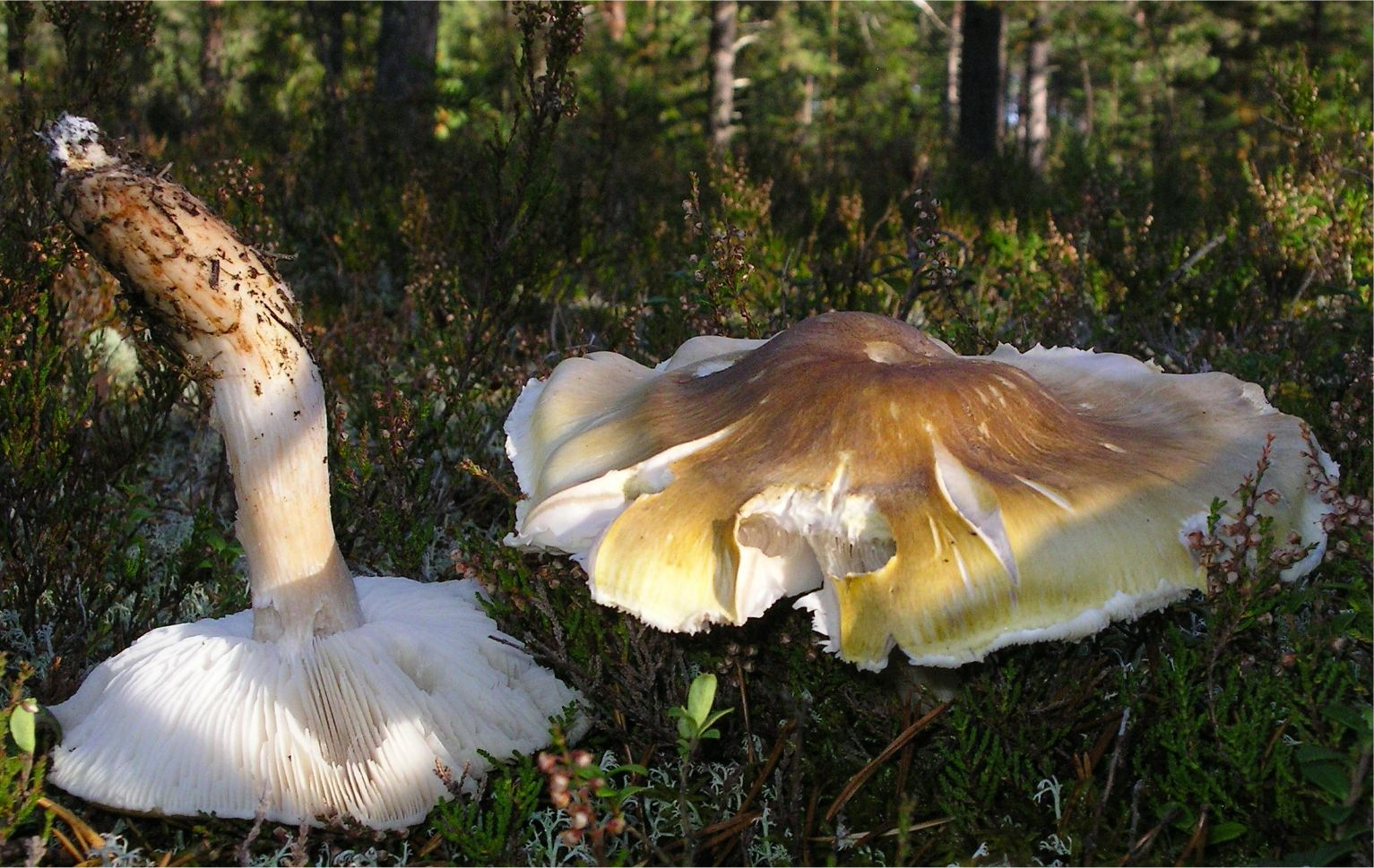

Tricholoma arvernense Bon – gatunek grzybów należący do rzędu pieczarkowców (Agaricales).

## Systematyka i nazewnictwo
Pozycja w klasyfikacji według Index Fungorum: Tricholoma, Tricholomataceae, Agaricales, Agaricomycetidae, Agaricomycetes, Agaricomycotina, Basidiomycota, Fungi.
Po raz pierwszy opisał go w 1976 r. Marcel Bon i nadana przez niego nazwa naukowa jest aktualna. Synonimy:
- Tricholoma arvernense var. discolor Bon & A. Marchand 1987
- Tricholoma arvernense var. discolor A. Marchand 1986
- Tricholoma sejunctoides P.D. Orton 1987[2].

## Morfologia
Kapelusz
Średnica 5–8 cm, początkowo wypukły z centralnym garbkiem, potem przechodzący w szeroko wypukły do szeroko dzwonowatego. Powierzchnia pokryta promieniście przylegającymi, drobnymi włókienkami na żółtawym podłożu, przy brzegu białawym; środek zwykle ciemniejszy i bardziej brązowy.
Blaszki
Przyrośnięte lub nieco zbiegające z ząbkiem z licznymi blaszeczkami, białawe, czasami plamiące lub odbarwiające na żółto, szczególnie w kierunku brzegu kapelusza.
Trzon
Wysokość 4–8 cm, grubość 1–2 cm, równy lub lekko napęczniały w środku. Powierzchnia biaława z miejscowo pojawiającymi się brązowawymi plamami. U podstawy biała grzybnia.
Miąższ
Biały, nie zmieniający barwy po uszkodzeniu. Zapach i smak mączny.
Cechy mikroskopowe
Bazydiospory 4–6 × 3,5–4,5 µm, elipsoidalne z małym wierzchołkiem, gładkie, w KOH szkliste, w odczynniku Melzera nieamyloidalne. Trama w blaszkach równoległa. Skórka zbudowana z gładkich elementów o szerokości 5–7,5 µm, w KOH szklistych. Brak sprzążek.

## Występowanie i siedlisko
Znane jest występowanie Tricholoma arvernense w Ameryce Północnej i Europie. Najwięcej stanowisk podano na Półwyspie Skandynawskim. W Polsce po raz pierwszy jego stanowiska podał T. Ślusarczyk w 2019 r. Aktualne stanowiska podaje także internetowy atlas grzybów. Znajduje się w nim na liście gatunków zagrożonych i wartych objęcia ochroną.
Naziemny grzyb mykoryzowy. Tworzy ektomykoryzę z drzewami iglastymi – w Europie głównie z sosnami, w Ameryce Północnej z innymi drzewami iglastymi (prawdopodobnie świerkiem, jodłą i daglezją). Owocniki pojawiają się samotnie, w rozproszoniu lub grupowo późnym latem i jesienią.